# Alina Nanu
Alina Nanu (* 23. srpna 1990 Kišiněv, Moldavsko) je tanečnice, první sólistka Baletu Národního divadla v Praze. 

## Životopis

### Rodina, studium
Narodila se v Kišiněvě v Moldavsku. Již v pěti letech začala chodit do baletní školky. Studovala na Státní moldavské taneční konzervatoři v Kišiněvě. V roce 2009 se přestěhovala do České republiky a pokračovala ve studiu na Taneční konzervatoři hl. m. Prahy, kde absolvovala v roce 2010. V rámci školy se zúčastnila několika zahraničních turné (Španělsko, USA, Německo). 

### Angažmá
V sezoně 2010/ 2011 se stala členkou souboru baletu Státní opery Praha a od sezony 2011/ 2012 byla jeho sólistkou. Od sezony 2012/ 2013 byla sólistkou Baletu Národního divadla a od sezony 2015/2016 se stala jeho první sólistkou.

## Ocenění
- 2009 II. místo na Mezinárodní baletní soutěži v Brně v roce 2009
- 2009 I. cena v Mezinárodní baletní soutěži v Rumunsku
- 2015 Cena ředitele ND pro umělce do 35 let [3]
- 2018 Cena Thálie za roli Lise v baletu Marná opatrnost

## Taneční role, výběr

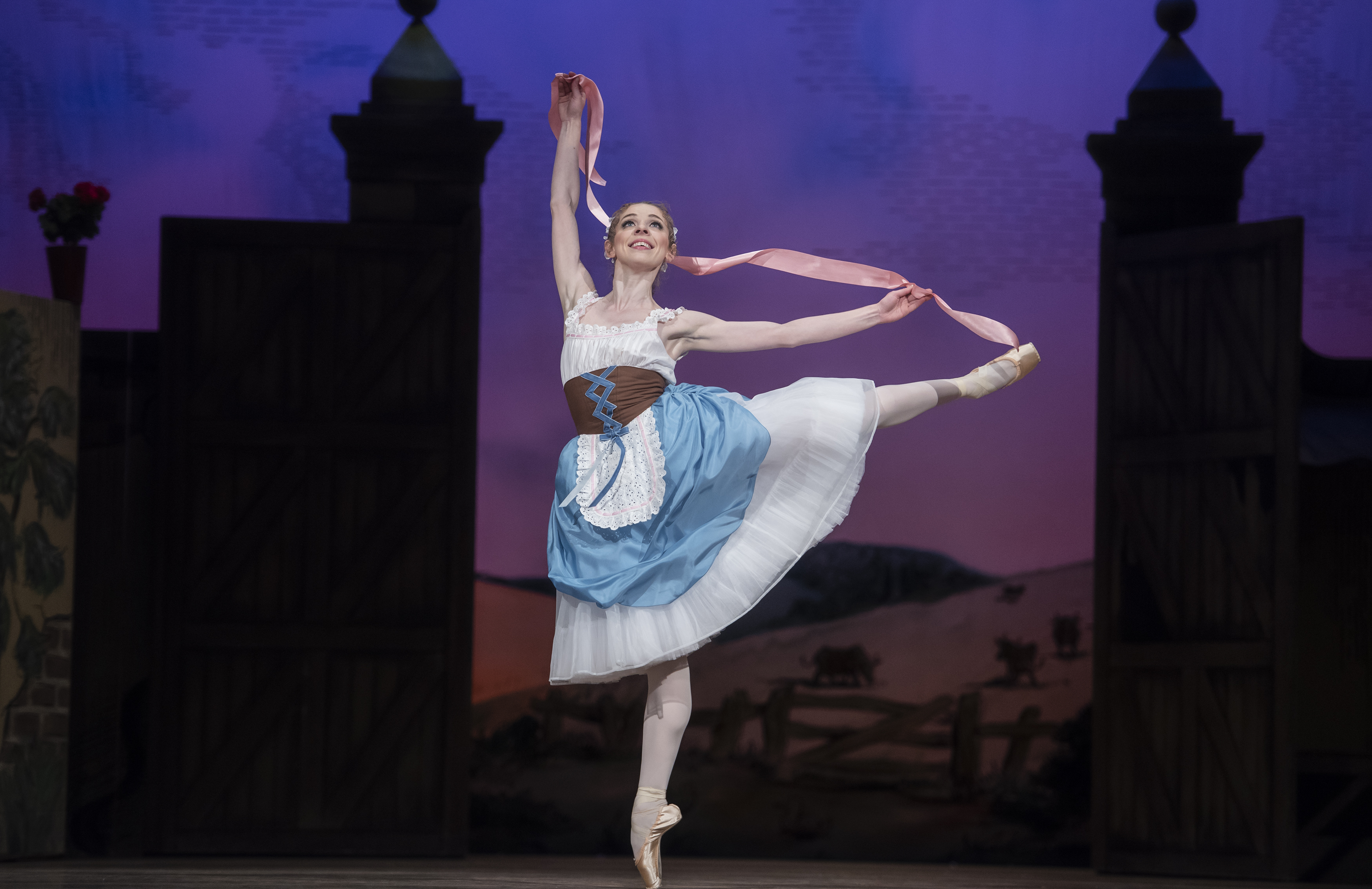
Alina Nanu v roli Lise v baletním představení Marná opatrnost (La Fille mal gardée), choreografie Frederick Ashton, Národní divadlo

- 2012 P. I. Čajkovskij: Šípková Růženka (balet), Volante, Víla odvahy; Carabosse, víla strachu, Státní opera
- 2012 Ludwig Minkus: Don Quijote (balet), Kitri, Státní opera, režie Jaroslav Slavický
- 2012 A. Ch. Adam: Giselle (SOP)  (balet), Myrtha, Družky Myrthy, Státní opera, režie Hana Vláčilová
- 2012 Amerikana III (balet), Tančí, Státní opera
- 2012 P. I. Čajkovskij: Labutí jezero (SOP)  (balet), Odetta/Odilie, Státní opera, režie Hana Vláčilová, Pavel Ďumbala
- 2013 Sergej Prokofjev: Popelka, Sestra, Národní divadlo, režie Jean-Christophe Maillot
- 2013 P. I. Čajkovskij, Youri Vamos: Louskáček-Vánoční příběh (balet), Čínský tanec, Národní divadlo
- 2013 Sergej Prokofjev: Romeo a Julie, Komediantka, Julie (alternace od r. 2017), Státní opera, režie Petr Zuska
- 2014 Ludwig Minkus: La Bayadere (balet), Gamzatti, Nikia, Státní opera, režie Javier Torres
- 2014 A. Dvořák, Jan Jirásek: Česká baletní symfonie II.  (balet), Tančí, Národní divadlo
- 2014 Libor Vaculík, Zdeněk Prokeš: Valmont (balet), Markýza de Merteuil, Stavovské divadlo, režie Libor Vaculík
- 2015 P. I. Čajkovskij, Petr Zuska: Louskáček a Myšák Plyšák (balet), Máma, Národní divadlo, režie Petr Zuska
- 2015 Ballettissimo (balet), I. věta-hlavní pár, II. věta-dva páry, III. věta-hlavní pár, Státní opera
- 2016 Zbyněk Matějů: Malá mořská víla, Malá mořská víla, Stavovské divadlo, režie SKUTR (Martin Kukučka a Lukáš Trpišovský)
- 2016 Sergej Prokofjev: Sněhová královna, Sněhová královna, Státní opera, režie Michael Corder
- 2016 Vertigo (balet), Rusko, Tančí, Nová scéna
- 2017 Petr Zuska: Sólo pro nás dva, Tančí, Nová scéna, režie Petr Zuska
- 2017 P. I. Čajkovskij, Youri Vamos: Louskáček-Vánoční příběh (balet), Klára Cratchitová, Klára ve snu, Národní divadlo
- 2017 P. I. Čajkovskij, Igor Stravinskij, F. Chopin: Timeless, Ruská dívka, Národní divadlo
- 2018 Frederick Ashton: Marná opatrnost (La Fille mal gardée), Lise, Národní divadlo
- 2020 P. I. Čajkovskij: Oněgin, Taťána, choreografie John Cranko
- 2021 P. I. Čajkovskij: Spící krasavice, princezna Aurora, choreografie Marcia Hydée, Státní opera
- 2022 Sergej Prokofjev: Romeo a Julie, Julie, Státní opera, choreografie John Cranko